# Dreiband-Weltmeisterschaft 1937

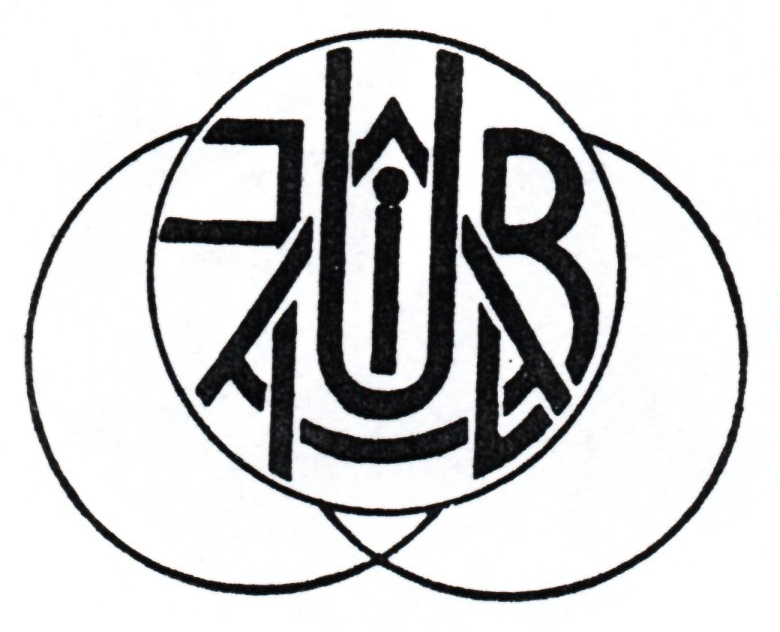
Logo UIFAB (ausrichtender Verband)

Die Dreiband-Weltmeisterschaft 1937 war das zehnte Turnier in dieser Disziplin des Karambolagebillards und fand vom 1. bis zum 5. April 1937 in Köln statt. Es war die erste Dreiband-Weltmeisterschaft, die in Deutschland ausgetragen wurde.

## Geschichte
Der Franzose Alfred Lagache gewann nach 1935 seinen zweiten Titel. Für August Tiedtke war es seine erste WM-Medaille im Dreiband. Der Jagdsaal im Hofbräuhaus in Köln erwies sich als fast zu klein für das große Zuschauerinteresse an diesem Turnier.

## Modus
Gespielt wurde in zwei Vorrundengruppen (A+B) „Jeder gegen Jeden“ bis 50 Punkte. Die beiden Letzten der Gruppen schieden aus. Die gespielten Partien aus der Vorrunde wurden in die Finalrunde mitgenommen. Die gespielten Partien gegen die ausgeschiedenen Gegner wurden in der Abschlusstabelle nicht gewertet.

## Vorrunde
| MP    | Match Points (Sieger = 2; Unentschieden = 1; Verlierer = 0) |
| Pkte. | Erzielte Karambolagen                                       |
| Aufn. | Benötigte Versuche                                          |
| GD    | Generaldurchschnitt                                         |
| BED   | Bester Einzeldurchschnitt eines Spielers                    |
| HS    | Höchstserie                                                 |
|       | Bester GD des Turniers                                      |
|       | Bester ED des Turniers                                      |
|       | Beste HS des Turniers                                       |
|       | 1. Platz (Gold)                                             |
|       | 2. Platz (Silber)                                           |
|       | 3. Platz (Bronze)                                           |

| Platz                      | Name             | MP  | Pkte. | Aufn. | GD    | BED   | HS |
| -------------------------- | ---------------- | --- | ----- | ----- | ----- | ----- | -- |
| 1                          | August Tiedtke   | 8:0 | 200   | 268   | 0,746 | 1,000 | 7  |
| 2                          | Arnoud Sengers   | 4:4 | 190   | 293   | 0,648 | 0,806 | 6  |
| 3                          | Willy Pesch      | 4:4 | 167   | 273   | 0,611 | 0,694 | 6  |
| 4                          | Erich Stoewe     | 4:4 | 193   | 321   | 0,601 | 0,684 | 5  |
| 5                          | Alfred Aeberhard | 0:8 | 154   | 273   | 0,564 | –     | 5  |
| Gruppendurchschnitt: 0,633 |                  |     |       |       |       |       |    |

| Platz                      | Name             | MP  | Pkte. | Aufn. | GD    | BED   | HS |
| -------------------------- | ---------------- | --- | ----- | ----- | ----- | ----- | -- |
| 1                          | Alfred Lagache   | 7:1 | 200   | 241   | 0,829 | 1,111 | 5  |
| 2                          | Michel Kandalaft | 5:3 | 184   | 285   | 0,645 | 0,877 | 8  |
| 3                          | Emile Zaman      | 4:4 | 178   | 265   | 0,671 | 0,793 | 9  |
| 4                          | Joseph Verbist   | 4:4 | 167   | 312   | 0,535 | 0,746 | 6  |
| 5                          | Roger Hanoun     | 0:8 | 143   | 261   | 0,547 | –     | 6  |
| Gruppendurchschnitt: 0,639 |                  |     |       |       |       |       |    |

## Finalrunde
| Platz                      | Name             | MP   | Pkte. | Aufn. | GD    | BED   | HS |
| -------------------------- | ---------------- | ---- | ----- | ----- | ----- | ----- | -- |
| 1                          | Alfred Lagache   | 11:3 | 340   | 488   | 0,696 | 0,806 | 7  |
| 2                          | August Tiedtke   | 9:5  | 343   | 504   | 0,680 | 0,925 | 7  |
| 3                          | Arnoud Sengers   | 8:6  | 329   | 545   | 0,603 | 0,806 | 6  |
| 4                          | Erich Stoewe     | 8:6  | 337   | 564   | 0,597 | 0,806 | 5  |
| 5                          | Emile Zaman      | 7:7  | 313   | 462   | 0,677 | 0,892 | 9  |
| 6                          | Michel Kandalaft | 7:7  | 301   | 576   | 0,522 | 0,746 | 8  |
| 7                          | Joseph Verbist   | 4:10 | 180   | 555   | 0,504 | 0,746 | 6  |
| 8                          | Willy Pesch      | 2:12 | 279   | 508   | 0,549 | 0,657 | 6  |
| Turnierdurchschnitt: 0,600 |                  |      |       |       |       |       |    |